# CLRN1
CLRN1‏ (Clarin 1) هوَ بروتين يُشَفر بواسطة جين CLRN1 في الإنسان.